# Campeonato Mundial de Halterofilismo de 2014 - Até 53 kg feminino
A categoria até 53 kg feminino foi um evento do Campeonato Mundial de Halterofilismo de 2014, disputado no Palácio de Esportes Baluan Sholak, em Almaty, no Cazaquistão, no dia 10 de novembro de 2014. 

## Calendário
Horário local (UTC+6) 
| Dia            | Horário | Fase    |
| -------------- | ------- | ------- |
| 10 de novembro | 09:00   | Grupo C |
| 10 de novembro | 13:00   | Grupo B |
| 10 de novembro | 16:00   | Grupo A |

## Medalhistas
| Evento    | Ouro                     | Ouro   | Prata                    | Prata  | Bronze         | Bronze |
| --------- | ------------------------ | ------ | ------------------------ | ------ | -------------- | ------ |
| Arranque  | Hsu Shu-ching (TPE)      | 99 kg  | Zulfiya Chinshanlo (KAZ) | 98 kg  | Li Yajun (CHN) | 96 kg  |
| Arremesso | Zulfiya Chinshanlo (KAZ) | 134 kg | Hsu Shu-ching (TPE)      | 119 kg | Li Yajun (CHN) | 118 kg |
| Total     | Zulfiya Chinshanlo (KAZ) | 232 kg | Hsu Shu-ching (TPE)      | 218 kg | Li Yajun (CHN) | 214 kg |

## Recordes
Antes desta competição, o recorde mundial da prova era o seguinte:
| Recorde         | Tipo      | Atleta                   | Peso   | Local     | Data                   |
| Recorde Mundial | Arranque  | Li Ping (CHN)            | 103 kg | Guangzhou | 14 de novembro de 2010 |
| Recorde Mundial | Arremesso | Zulfiya Chinshanlo (KAZ) | 132 kg | Incheon   | 21 de setembro de 2014 |
| Recorde Mundial | Total     | Hsu Shu-ching (TPE)      | 233 kg | Incheon   | 21 de setembro de 2014 |

Os seguintes novos recordes foram estabelecidos durante esta competição.
| Arremesso | 133 kg | Zulfiya Chinshanlo (KAZ) | Recorde mundial |
| Arremesso | 134 kg | Zulfiya Chinshanlo (KAZ) | Recorde mundial |

## Resultado
Os resultados foram os seguintes. 
| Pos.              | Atleta                              | Grupo | Peso  | Arranque (kg) | Arranque (kg) | Arranque (kg) | Arranque (kg)     | Arremesso (kg) | Arremesso (kg) | Arremesso (kg) | Arremesso (kg)    | Total |
| Pos.              | Atleta                              | Grupo | Peso  | 1             | 2             | 3             | Resultado         | 1              | 2              | 3              | Resultado         | Total |
| ----------------- | ----------------------------------- | ----- | ----- | ------------- | ------------- | ------------- | ----------------- | -------------- | -------------- | -------------- | ----------------- | ----- |
| Medalha de ouro   | Zulfiya Chinshanlo (KAZ)            | A     | 52.95 | 95            | 98            | 98            | Medalha de prata  | 127            | 133            | 134            | Medalha de ouro   | 232   |
| Medalha de prata  | Hsu Shu-ching (TPE)                 | A     | 52.50 | 95            | 99            | 99            | Medalha de ouro   | 119            | 127            | 127            | Medalha de prata  | 218   |
| Medalha de bronze | Li Yajun (CHN)                      | A     | 52.55 | 96            | 100           | 100           | Medalha de bronze | 115            | 117            | 118            | Medalha de bronze | 214   |
| 4                 | Sopita Tanasan (THA)                | A     | 52.66 | 90            | 95            | 99            | 4                 | 110            | 113            | 116            | 5                 | 208   |
| 5                 | Iulia Paratova (UKR)                | A     | 52.40 | 90            | 91            | 91            | 5                 | 109            | 114            | 114            | 7                 | 200   |
| 6                 | Rusmeris Villar (COL)               | A     | 52.60 | 85            | 87            | 88            | 7                 | 110            | 113            | 115            | 4                 | 200   |
| 7                 | Boyanka Kostova (AZE)               | B     | 52.66 | 85            | 89            | 91            | 6                 | 105            | 109            | 109            | 8                 | 200   |
| 8                 | Hiromi Miyake (JPN)                 | A     | 49.45 | 83            | 85            | 85            | 10                | 107            | 110            | 112            | 6                 | 197   |
| 9                 | Kanae Yagi (JPN)                    | B     | 52.09 | 81            | 84            | 86            | 9                 | 104            | 106            | 108            | 9                 | 194   |
| 10                | Yuderqui Contreras (DOM)            | A     | 52.85 | 87            | 90            | 90            | 8                 | 105            | 108            | 108            | 13                | 192   |
| 11                | Ana Margot Lemos (COL)              | B     | 52.46 | 82            | 84            | 86            | 11                | 105            | 108            | 109            | 12                | 189   |
| 12                | Basma Emad (EGY)                    | B     | 52.32 | 77            | 77            | 81            | 13                | 99             | 103            | 105            | 11                | 186   |
| 13                | Maya Ivanova (BUL)                  | B     | 52.85 | 80            | 83            | 83            | 19                | 100            | 105            | 105            | 14                | 185   |
| 14                | Julia Schwarzbach (GER)             | B     | 52.72 | 79            | 82            | 82            | 21                | 100            | 103            | 106            | 15                | 182   |
| 15                | Cho Yu-mi (KOR)                     | B     | 51.33 | 81            | 81            | 81            | 12                | 100            | 103            | 103            | 17                | 181   |
| 16                | Syarah Anggraini (INA)              | B     | 52.44 | 77            | 81            | 83            | 14                | 96             | 100            | 104            | 18                | 181   |
| 17                | Ayşegül Çoban (TUR)                 | A     | 52.62 | 75            | 75            | 79            | 25                | 106            | 110            | 110            | 10                | 181   |
| 18                | Giorgia Russo (ITA)                 | B     | 51.98 | 75            | 77            | 79            | 23                | 98             | 101            | 103            | 16                | 178   |
| 19                | Erika Yamasaki (AUS)                | C     | 52.69 | 75            | 77            | 79            | 20                | 95             | 99             | 102            | 20                | 178   |
| 20                | Atenery Hernández (ESP)             | C     | 52.25 | 77            | 80            | 80            | 17                | 94             | 97             | 100            | 22                | 177   |
| 21                | Anna Govelyan (ARM)                 | B     | 52.82 | 77            | 80            | 80            | 18                | 93             | 95             | 95             | 24                | 175   |
| 22                | Rebeka Koha (LAT)                   | C     | 52.04 | 76            | 78            | 80            | 16                | 92             | 94             | 96             | 25                | 174   |
| 23                | Jessica Ruel (CAN)                  | C     | 52.78 | 76            | 78            | 80            | 22                | 93             | 96             | 97             | 23                | 174   |
| 24                | Manon Lorentz (FRA)                 | C     | 50.13 | 77            | 77            | 80            | 15                | 92             | 95             | 95             | 26                | 172   |
| 25                | María Sierra (VEN)                  | C     | 52.63 | 68            | 72            | 74            | 26                | 94             | 98             | 101            | 21                | 170   |
| 26                | Swati Singh (IND)                   | C     | 52.84 | 74            | 74            | 76            | 24                | 92             | 97             | 99             | 27                | 168   |
| 27                | Gulchin Alizada (AZE)               | C     | 52.26 | 70            | 70            | 75            | 27                | 85             | 90             | 95             | 28                | 160   |
| 28                | Tegan Napper (AUS)                  | C     | 52.78 | 67            | 70            | 70            | 29                | 85             | 87             | 89             | 29                | 154   |
| 29                | Sini Kukkonen (FIN)                 | C     | 52.16 | 65            | 66            | 68            | 28                | 81             | 85             | 85             | 30                | 153   |
| 30                | Oyuuntungalagiin Bayartsetseg (MGL) | C     | 52.29 | 65            | 70            | 70            | 30                | 83             | 87             | 87             | 31                | 148   |
| 31                | Baatartömöriin Ankhzayaa (MGL)      | C     | 52.42 | 63            | 67            | 67            | 32                | 75             | 80             | 80             | 32                | 143   |
| 32                | Veronika Věžníková (CZE)            | C     | 52.04 | 60            | 63            | 66            | 31                | 72             | 76             | 78             | 33                | 139   |
| —                 | Rosane Santos (BRA)                 | B     | 52.55 | 83            | 86            | 86            | —                 | 96             | 100            | 102            | 19                | —     |
| DSQ               | Marina Sisoeva (UZB)                | A     | 52.84 | 85            | 89            | 92            | —                 | 110            | 115            | 118            | —                 | —     |